# Consorzio Venezia Nuova
Le Consorzio Venezia Nuova Scarl ou CVN, est une société en consortium italienne, fondée en 1982 et ayant acquis la concession exclusive pour réaliser les études, les expérimentations, la conception et les travaux pour protéger la lagune de Venise des marées hautes et des inondations de la ville de Venise, classée patrimoine mondial de l'humanité par l'UNESCO. L'activité du consortium se concentre principalement sur la création et la gestion du système MOSE.
Le Consorzio Venezia Nuova est fondé en 1982 par quatre entreprises de BTP italiennes : Italstrade (50 %), Fincosit (25 %), Condotte d'Acqua (20 %)  et Mazzi (5 %), à la suite d'un appel d'offres pour la mission de recherche et développement de solutions garantissant la conservation de la ville de Venise.

## Histoire
Le consortium, fondé en 1982, à la suite de l'appel d'offres pour le projet MOSE, a été retenu titulaire de la concession délivrée par le Magistrat des eaux et le ministère italien des Infrastructures et des Transports, en application de la loi n° 798 du 29 novembre 1984, qui autorise la mise en œuvre d'interventions extraordinaires pour la protection de la lagune de Venise. D'autres entreprises rejoignent ensuite le consortium : Mantelli Estero, Consorzio Costruttori Veneti, Consorzio Veneto Cooperativo, Consorzio Grandi Restauri Veneziani ainsi qu'Italimpresit, Girola et Lodigiani (fusionnées plus tard dans Impregilo),.
L'activité principale du consortium est la création du système MOSE, un système de barrières mobiles pour défendre la capitale vénitienne du phénomène de crues, dont les travaux sont terminés. Le premier test en situation réelle intervient lors de la crue exceptionnelle du 3 octobre 2020, protégeant ainsi la ville de Venise des inondations pour la première fois de son histoire.

## Composition du consortium
Le Consorzio Venezia Nuova est composé des entreprises :
- High Tide S.c.r.l. (29,348 %)
- Consorzio Venezia Lavori - CO.VE.LA. S.c.a.r.l. (25,4401 %)
- Consorzio Italvenezia (17,5547 %)
- San Marco - Consorzio Costruttori Veneti (13,1661 %)
- Consorzio Cooperative Costruzioni - C.C.C. Soc. coop. (5,1095 %)
- Mantovani (3,3212 %)
- Kostruttiva S.c.p.A. (2,6332 %)
- Condotte d'Acqua (2,3723 %)
- Fincosit (0,9600 %)
- Consorzio Grandi Restauri Veneziani - GRV (0,0949 %)